# Brunnethorn
Brunnethorn är en bergstopp i Schweiz.   Den ligger i distriktet Leuk och kantonen Valais, i den södra delen av landet, 80 km söder om huvudstaden Bern. Toppen på Brunnethorn är 2 952 meter över havet, eller 139 meter över den omgivande terrängen. Bredden vid basen är 0,79 km.
Terrängen runt Brunnethorn är huvudsakligen mycket bergig. Närmaste större samhälle är Sierre, 10,9 km väster om Brunnethorn. 
I omgivningarna runt Brunnethorn växer i huvudsak blandskog. Runt Brunnethorn är det glesbefolkat, med 20 invånare per kvadratkilometer.